# Pierre de Boscosel de Chastelard
Pierre de Boscosel de Chastelard, né en Dauphiné en 1540 et mort à Édimbourg 1562, est un gentilhomme dauphinois, petit-fils de Pierre Terrail de Bayard.
Il conçut une violente passion pour Marie Stuart, épouse de François II, suivit cette reine en Écosse après la mort de ce monarque, fut surpris deux fois caché dans sa chambre, et condamné la deuxième fois à la décapitation.

## Biographie
Ses parents l’avaient attaché à la maison de Montmorency, qui disputait à la maison de Lorraine la conduite des affaires de l’État. Chastelard, ayant aperçu Marie Stuart, la célébra dans ses vers. La reine, sensible à ses chants, lui accorda plusieurs entretiens, et Chastelard pour elle une violente passion. À la mort de François II, le duc d’Anville et le prieur de Lorraine accompagnèrent sa veuve, qui retournait en Écosse. Chastelard les suivit, mais fut ensuite obligé de revenir avec d’Anville à Paris, où il passa une année dans la douleur, à chanter la beauté qui le captivait. Enfin, ne pouvant surmonter sa passion, il résolut d’aller en Écosse, et, profitant des troubles religieux qui désolaient la France, fit agréer son projet aux Montmorency : ils lui donnèrent des lettres de recommandation. La reine Marie l’accueillit avec bonté, les grands le reçurent bien, et son esprit faisait les délices des meilleures sociétés, lorsque ses imprudences causèrent sa perte.
Il marcha au supplice en déclamant des vers de Ronsard sur la mort.